# Cupșeni
Cupșeni is een Roemeense gemeente in het district Maramureș.
Cupșeni telt 3656 inwoners.